# 詹姆斯·麦金托什 (赛艇运动员)
詹姆斯·麦金托什（英語：James McIntosh，1930年8月9日—2018年2月24日），美国男子赛艇运动员。他曾代表美国参加1956年夏季奥林匹克运动会赛艇比赛，获得男子四人单桨无舵手银牌。